# 7110 Джонпірс
7110 Джонпірс (7110 Johnpearse) — астероїд головного поясу, відкритий 7 грудня 1983 року.
Тіссеранів параметр щодо Юпітера — 3,281.